# Idrazoni

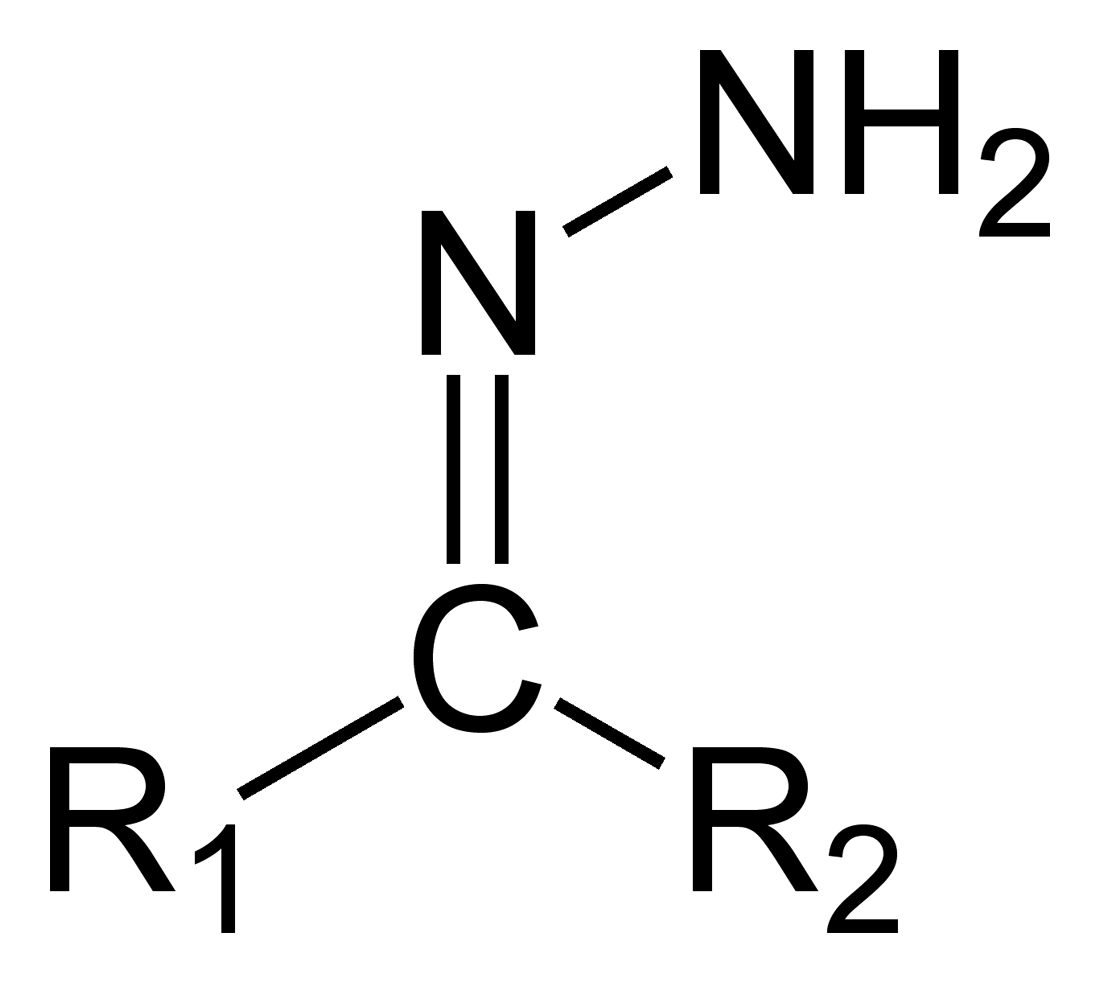
Struttura generica di un idrazone

Gli idrazoni sono una classe di composti organici con struttura generale R1R2C=NNH2. Sono ottenuti per reazione di addizione nucleofila dell'idrazina con un chetone o una aldeide, con successiva eliminazione di acqua.
Gli idrazoni stabili derivano tipicamente da arilchetoni, mentre altri chetoni o aldeidi danno composti non isolabili che subiscono ulteriori reazioni.

## Usi
La formazione di idrazoni aromatici è utilizzata per misurare la concentrazione di aldeidi e chetoni a basso peso molecolare, ad esempio in corrente di gas. Per esempio, la 2,4-dinitrofenilidrazina rivestita su un sorbente di silice è la base di una cartuccia di adsorbimento. Gli idrazoni sono quindi eluiti e analizzati tramite HPLC con rivelatore UV. In passato la formazione di un 2,4-dinitrofenilidrazone veniva sfruttata per identificare l'aldeide o il chetone, dopo avere cristallizzato il composto ottenuto e averne misurato il punto di fusione.
Il carbonil cianuro-p-trifluorometossifenil idrazone (FCCP) è utilizzato per disaccoppiare la sintesi dell'ATP e la riduzione dell'ossigeno nella fosforilazione ossidativa in biologia molecolare. La fenilidrazina reagisce col glucosio formando un osazone.
I metodi di accoppiamento basati sull'idrazone sono in biotecnologia medica per accoppiare i farmaci agli anticorpi target, per esempio gli anticorpi contro un certo tipo di cellule tumorali. Il legame basato sull'idrazone è stabile a pH neutro (nel sangue), ma è rapidamente distrutto nell'ambiente acido dei lisosomi della cellula. Il farmaco viene quindi rilasciato nella cellula, dove esercita la propria funzione.

## Reazioni
Gli idrazoni reagiscono con I2 in ambiente basico producendo ioduri vinilici. Altre reazioni che producono composti vinilici sono la reazione di Shapiro e la reazione di Bamford-Stevens. Un idrazone viene formato come intermedio nella riduzione di Wolff–Kishner. Un altro metodo utilizzato per sintetizzare idrazoni è la reazione di Japp–Klingemann, che utilizza β-chetoacidi o β-chetoesteri e sali di arildiazonio.

## N,N-dialchilidrazoni
Negli N,N-dialchilidrazoni il doppio legame C=N può essere idrolizzato, ossidato e ridotto, il legame N-N può essere ridotto formando l'ammina libera. L'atomo di carbonio del legame C=N può reagire con nucleofili organometallici. L'atomo di idrogeno in alfa è circa dieci volte più acido in confronto al chetone e quindi il carbonio corrispondente è più nucleofilo. Per esempio la deprotonazione con litio diisopropilammide produce un azaenolato che può essere alchilato da alogenuri alchilici, come descritto la prima volta da Elias James Corey e Dieter Enders nel 1978. Nella sintesi asimmetrica SAMP e RAMP agiscono da ausiliario chirale con un idrazone chirale intermedio.
Strutture enantiomere (R e S) di un'drazina chirale per la formazione di N,N-dialchilidrazoni per reazione con aldeidi e chetoni: